# Olavo Egídio de Sousa Aranha
Olavo Egídio de Sousa Aranha (* 1. Oktober 1862 in Campinas; † 6. März 1928) war ein brasilianischer Bankier und Politiker.

## Leben
Olavo Egídio de Sousa Aranha war ein Sohn von Elisma Amaral de Sousa Aranha und Joaquim Bonifácio do Amaral. Er war mit Vicentina de Sousa Queirós de Sousa Aranha verheiratet und ihre Kinder waren Francisca Egídio de Souza Aranha, Antônio Egídio de Sousa Aranha, Olavo Egídio de Souza Aranha Jùnior, Alfredo Egídio de Sousa Aranha und Renato Egídio de Sousa Aranha.
Aranha war Rechtsanwalt und Direktor der Banco de Crédito Hipotecário e Agrícola do Estado de São Paulo.  Darüber hinaus war er Abgeordneter der Partido Liberal (Brasil Império) und wurde mehrfach als Finanzminister und Landwirtschaftsminister im Bundesstaat Sao Paulo berufen und diente zunächst vom 1. Mai 1904 bis zum 1. Mai 1908 unter Jorge Tibiriçá Piratininga, dann vom 1. Mai 1908 bis zum 1. Mai 1912 unter Manuel Joaquim de Albuquerque Lins und schließlich vom 1. Mai 1916 bis zum 1. Mai 1920 unter Altino Arantes.